# Polylithionite
La polylithionite est un minéral de la famille des silicates, appartenant au groupe des micas. Il tient son nom du grec "poly", pour beaucoup, en allusion à sa composition riche en lithium.

## Caractéristiques
La polylithionite est un silicate de formule chimique KLi2Al(Si4O10)(F,OH)2. Sa dureté sur l'échelle de Mohs est comprise entre 2 et 3.

## Classification
Selon la classification de Nickel-Strunz, elle appartient à "09.EC - Phyllosilicates avec des feuillets de mica, composés de réseaux tétraédriques et octaédriques" avec les minéraux suivants du groupe 09.EC.20 : 
| Minéral              | Formule                                | Groupe ponctuel              | Groupe d'espace                                           |
| -------------------- | -------------------------------------- | ---------------------------- | --------------------------------------------------------- |
| Annite               | KFe3AlSi3O10(OH,F)2                    | {\displaystyle 2/m}          | {\displaystyle C} {\displaystyle 2/m}                     |
| Biotite              | K(Mg,Fe)3AlSi3O10(OH,F)2               | {\displaystyle 2/m}          | {\displaystyle C} {\displaystyle 2/m}                     |
| Hendricksite         | K(Zn,Mg,Mn)3Si3AlO10(OH)2              | {\displaystyle 2/m}          | {\displaystyle C} {\displaystyle 2/m}                     |
| Éphésite             | NaLiAl2(Al2Si2)O10(OH)2                | {\displaystyle 2/m}          | {\displaystyle C} {\displaystyle 2/m}                     |
| Aspidolite           | NaMg3AlSi3O10(OH)2                     | {\displaystyle 2/m}          | {\displaystyle C} {\displaystyle 2/m}                     |
| Lépidolite           | K(Li,Al)3(Si,Al)4O10(F,OH)             | {\displaystyle Monoclinique} | {\displaystyle C} {\displaystyle 2/m}, {\displaystyle Cm} |
| Preiswerkite         | NaMg2Al3Si2O10(OH)2                    | {\displaystyle 2/m}          | {\displaystyle C} {\displaystyle 2/m}                     |
| Masutomilite         | K(Li,Al,Mn)3(Si,Al)4O10(F,OH)2         | {\displaystyle 2/m}          | {\displaystyle C} {\displaystyle 2/m}                     |
| Wonesite             | (Na,K)0.5(Mg,Fe,Al)3(Si,Al)4O10(OH,F)2 | {\displaystyle 2/m}          | {\displaystyle C} {\displaystyle 2/m}                     |
| Polylithionite       | KLi2AlSi4O10(F,OH)2                    | {\displaystyle 2/m}          | {\displaystyle C} {\displaystyle 2/m}                     |
| Phlogopite           | KMg3(Si3Al)O10(F,OH)2                  | {\displaystyle 2/m}          | {\displaystyle C} {\displaystyle 2/m}                     |
| Norrishite           | K(Mn2Li)Si4O10(O)2                     | {\displaystyle 2/m}          | {\displaystyle C} {\displaystyle 2/m}                     |
| Sidérophyllite       | KFe2Al(Al2Si2)O10(F,OH)2               | {\displaystyle 2/m}          | {\displaystyle C} {\displaystyle 2/m}                     |
| Fluorannite          | KFe3AlSi3O10F2                         | {\displaystyle 2/m}          | {\displaystyle C} {\displaystyle 2/m}                     |
| Shirokshinite        | K(NaMg2)Si4O10F2                       | {\displaystyle 2/m}          | {\displaystyle C} {\displaystyle 2/m}                     |
| Zinnwaldite          | KLiFeAl(AlSi3)O10(F,OH)2               | {\displaystyle 2/m}          | {\displaystyle C} {\displaystyle 2/m}                     |
| Eastonite            | KMg2Al(Al2Si2O10)(OH)2                 | {\displaystyle 2/m}          | {\displaystyle ?}                                         |
| Tétraferriannite     | K(Fe,Mg)3(Fe,Al)Si3O10(OH)2            | {\displaystyle 2/m}          | {\displaystyle C} {\displaystyle 2/m}                     |
| Tétraferriphlogopite | KMg3FeSi3O10(OH)2                      | {\displaystyle 2/m}          | {\displaystyle C} {\displaystyle 2/m}                     |
| Trilithionite        | KLi1.5Al1.5AlSi3O10F2                  | {\displaystyle 2/m}          | {\displaystyle C} {\displaystyle 2/m}                     |
| Sokolovaïte          | CsLi2AlSi4O10F2                        | {\displaystyle 2/m}          | {\displaystyle C} {\displaystyle 2/m}                     |
| Shirozulite          | KMn3(AlSi3)O10(OH,F)2                  | {\displaystyle 2/m}          | {\displaystyle C} {\displaystyle 2/m}                     |
| Suhailite            | (NH4)Fe3(Si3Al)O10(OH)2                | {\displaystyle 2/m}          | {\displaystyle C} {\displaystyle 2/m}                     |
| Fluorophlogopite     | KMg3(AlSi3)O10F2                       | {\displaystyle 2/m}          | {\displaystyle C} {\displaystyle 2/m}                     |

## Formation et gisements
Elle a été découverte dans le fjord Kangerluarsuk, dans le complexe intrusif d'Ilimaussaq, municipalité de Narsaq (Kujalleq, Groenland). Bien qu'il s'agisse d'une espèce inhabituelle, elle a été décrite sur tous les continents de la planète à l'exception de l'Antarctique.